# Kapelle Hl. Johannes der Täufer (Bečej)
Die Kapelle Hl. Johannes der Täufer (serbisch: Капела Светог Јована Крститеља, Kapela Svetog Jovana Krstitelja) in der Stadt Bečej ist eine serbisch-orthodoxe Kapelle in der nordserbischen autonomen Provinz Vojvodina.
Das 1861 erbaute Gotteshaus ist dem Patronat  des Hl. Johannes des Täufers anvertraut und gehört zur Kirchengemeinde und Pfarrei Bečej im Dekanat Bečej der Eparchie Bačka der Serbisch-Orthodoxen Kirche.

## Lage
Die Kapelle befindet sich im Stadtzentrum von Bečej. Sie steht fast an der Kreuzung der Straßen Zelena Ulica und Zmaj Jovina Ulica. Im ummauerten kleinen Kapellenhof stehen neben der Kapelle einige alte Grabdenkmäler.
Unweit der serbisch-orthodoxen Kapelle, genauer auf der anderen Straßenseite, steht die römisch-katholische Kapelle St. Johannes Nepomuk, gewidmet dem böhmischen Priester und Märtyrer Johannes Nepomuk. Ebenfalls auf der Zelena Ulica (einige hundert Meter  von den beiden Kapellen entfernt) steht die evangelische Kirche der Stadt.
Westlich im näheren Stadtzentrum am Trg oslobođenja (Freiheitsplatz) stehen zudem die imposante serbisch-orthodoxe Kirche Hl. Großmärtyrer Georg und die römisch-katholische Mariä-Himmelfahrt-Kirche.
Die Kleinstadt ist der Sitz der Opština Bečej im Okrug Južna Bačka und liegt in der geographischen Region Potisje in der Bačka. Durch die Stadt fließt die Theiß, ein linker Nebenfluss der Donau.

## Geschichte
Gegen Ende ihres Lebens bat die Baronin Eufimija Jović die serbisch-orthodoxe Kirchengemeinde, ihr den Bau einer Kapelle zu gestatten. Dieser Bitte der Baronin kam die Kirchengemeinde nach und bewilligte den Bau der Kapelle. Das Gotteshaus wurde 1861 auf dem Fundament der dritten serbisch-orthodoxen Kirche der Stadt erbaut, diese wurde während der Revolution von 1848/49 zerstört.
Die Baronin stellte in ihrem Testament Mittel für den Unterhalt der Kapelle bereit. In Punkt 39 des Testaments verfügte die Baronin, dass sie einen Teil der Ländereien ihrer Gutshöfe zur Instandhaltung der Kapelle überlasse. Bei der festlichen Liturgie waren neben Priestern, Kirchenchorsängern und Bürgern auch Stipendiaten der Stiftung der Baronin anwesend.
An der Nordwand der Kapelle befindet sich eine Marmorplatte. Der Text auf der Gedenktafel erzählt von der Herkunft der Baronin Jović. In der Kapelle gibt es eine Ikonostase mit neun Ikonen, drei Ikonen an den Kirchwänden und zwei über dem Chor. Die Ikonostase und die Ikonen wurde in den Jahren 1912 und 1913 von Erzpriester Jovan Stepanov hergestellt und gemalt. Die Kirchengemeinde hielt die Kapelle in guten Stand und 1912 erfolgte eine Generalinstandsetzung.

## Architektur
Die Kapelle ist im Stil des Spätklassizismus erbaut worden, mit einem Portikus mitsamt vier Säulen und dem Eingang der Kapelle über dem sich der Kapellenturm mitsamt mehrstufiger Turmkappe erhebt im Westen und einer im Inneren halbrunden von außen mehrseitigen Altar-Apsis im Osten.